# Shin Ae-ra
Shin Ae-ra (3 de julio de 1969) es una actriz surcoreana. Debutó como actriz en 1989, y desde entonces ha destacado en series como Love in Your Arms y Bad Housewife.

## Vida personal
Se casó con el actor Cha In-pyo en 1995, la pareja obtuvo la aprobación general y el respeto del público coreano por ser filántropos. Ambos son activos voluntarios en orfanatos y centros de bienestar, así como generosos donantes en causas como la lucha contra el abuso infantil y violencia escolar, derechos de los refugiados de Corea del Norte, y ayuda humanitaria a niños de escasos recursos (en particular en Corea del Norte y Uganda), a menudo trabajando con las organizaciones Compasión Internacional y Bienestar Social de la Sociedad.

## Filmografía

### Serie de televisión
| Año  | Título                                    | Hangul                                  | Rol                 | Red  |
| ---- | ----------------------------------------- | --------------------------------------- | ------------------- | ---- |
| 1989 | Angel's Choice                            | 천사의 선택                             |                     |      |
| 1990 | A Tree Blooming with Love                 | 사랑이 꽃피는 나무                      | Young-seon          | KBS1 |
| 1990 | My Mother                                 | 나의 어머니                             | Segunda nuera       | MBC  |
| 1990 | Years of Ambition                         | 야망의 세월                             | Choi Tae-hee        | KBS2 |
| 1991 | The Woman Sets the Dining Table           | 밥상을 차리는 여자                      | Eun-soo             | KBS2 |
| 1991 | What Is Love?                             | 사랑이 뭐길래                           | Park Jung-ran       | MBC  |
| 1992 | Ambitions on Sand                         | 모래위의 욕망                           | So-young            | SBS  |
| 1992 | 언제나 신혼                               | Go Man-soon                             | KBS1                |      |
| 1993 | Our Hot Song                              | 우리들 뜨거운 노래                      | Jae-hee             | SBS  |
| 1993 | Lover                                     | 연인                                    | Min Hee-kyung       | KBS2 |
| 1994 | Three Men, Three Women                    | 세 남자 세 여자                         | Cha Se-ran          | SBS  |
| 1994 | Love in Your Arms                         | 사랑을 그대 품안에                      | Lee Jin-joo         | MBC  |
| 1995 | Flames of Ambition                        | 야망의 불꽃                             | Kim Chae-hyun       | SBS  |
| 1997 | Conditions of Love                        | 사랑의 조건                             | Jung-min            | MBC  |
| 1997 | Best Theater "짐작과는 다른 일들"         | 베스트극장 - 짐작과는 다른 일들         |                     | MBC  |
| 1997 | Baby Blues First Story - Fetal Diary      | 베이비 블루스 첫 번째 이야기 - 태아일기 | Hee-joo             | SBS  |
| 1997 | Baby Blues Second Story - Parenting Diary | 베이비 블루스 두 번째 이야기 - 육아일기 | Hee-joo             | SBS  |
| 1997 | Tears of Roses                            | 장미의 눈물                             | Baek Jang-mi        | SBS  |
| 1999 | You Don't Know My Mind                    | 남의 속도 모르고                        | Na Do-hae           | MBC  |
| 2000 | My Funky Family                           | 가문의 영광                             | Ae-ra               | MBC  |
| 2005 | Bad Housewife                             | 불량 주부                               | Choi Mina           | SBS  |
| 2006 | My Love                                   | 마이 러브                               | Jang Mi-ran         | SBS  |
| 2011 | Indomitable Daughters-in-Law              | 불굴의 며느리                           | Oh Young-shim       | MBC  |
| 2013 | Ugly Alert                                | 못난이 주의보                           | Jin Sun-hye (cameo) | SBS  |

### Cine
| Año  | Título                          | Hangul                   | Rol                          |
| ---- | ------------------------------- | ------------------------ | ---------------------------- |
| 2006 | Ice Bar                         | 아이스케키               | madre de Young-rae           |
| 2009 | The Tale of Despereaux          | 작은 영웅 데스페로       | Narradora (Doblaje coreano ) |
| 2011 | Calling 3: Himalayan Schweitzer | 명3: 히말라야의 슈바이처 | Documental narración         |

### Teatro
| Año  | Título                                    | Personaje | Notas                                             |
| ---- | ----------------------------------------- | --------- | ------------------------------------------------- |
| 2010 | Really Really Like You (진짜 진짜 좋아해) | -         | junto a Park Sang-myun y Byun Woo-min - (musical) |